# Tri Yann

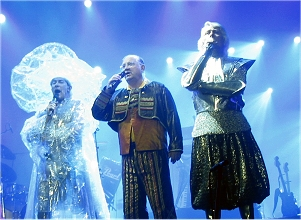
Tri Yann beim Festival Interceltique in Lorient

Tri Yann ist eine französische Folk- und Folkrock-Gruppe aus der Bretagne. Neben der Interpretation traditioneller bretonischer Lieder ist sie auch mit eigenen Stücken über Frankreich hinaus bekannt geworden.

## Geschichte
Die Band wurde 1971 von Bernard Baudriller, Jean-Louis Jossic, Jean Chocun und Jean-Paul Corbineau (1948–2022) gegründet. Da drei der Mitglieder Jean (oder bretonisch: Yann) hießen, wählten sie den ursprünglichen Namen Tri Yann an Naoned (deutsch: „Drei Yanns aus Nantes“), der dann zu Tri Yann verkürzt wurde. Tri Yann zählten zeitweilig acht und aktuell sieben Musiker (Stand: Ende 2022).

## Themen
Tri Yann sind neben Alan Stivell die bekanntesten Interpreten bretonischer Musik in Frankreich. Neben traditionellen Themen verarbeiten sie auch zeitgenössische und politische Inhalte in den Liedern, etwa in Le Soleil est Noir (1978), das sich mit den Auswirkungen der Ölpest nach dem Untergang der Amoco Cadiz auf die bretonische Küste auseinandersetzt. Der Titel Aloïda auf dem 1995 erschienenen Album Portraits bearbeitet das Problem der Ehrenmorde unter muslimischen Immigranten.
Die meisten Lieder singen Tri Yann in französischer Sprache, die auch ihre Muttersprache ist. Sie verstehen sich dennoch als Bretonen. Und was dies für sie bedeutet, erklären sie in dem Stück La découverte ou l’ignorance: „Le breton est-il ma langue maternelle ? / Non : je suis né à Nantes où on ne le parle pas. (...) / Suis-je même breton ? / Vraiment, je le crois et m'en expliquerai (...)“ (deutsch: „Ist das Bretonische meine Muttersprache? / Nein, ich bin in Nantes geboren, wo man es nicht spricht. (...) / Bin ich dennoch Bretone? / Wahrhaftig, das glaube ich, und ich will mich deswegen erklären (...)“)

## Bekannte Titel
Zu den verbreitetsten Titeln von Tri Yann zählen: La jument de Michao, Si mort à mors, Kan ar Kann, Kan an Alarc'h, Guerre, guerre, vente, vent, Les Filles des Forges, Pelot d´Hennebont und Les prisons de Nantes.

## Diskografie

### Alben
- 1972: Tri Yann an Naoned
- 1973: Dix ans, dix filles
- 1974: Suite gallaise
- 1976: La découverte ou l'ignorance
- 1978: Urba
- 1981: An heol a zo glaz – Le soleil est vert
- 1983: Café du bon coin
- 1985: Anniverscène (live)
- 1988: Le vaisseau de pierre
- 1990: Belle et rebelle
- 1995: Portraits
- 1996: Tri Yann en Concert (live)
- 1998: Tri Yann et l'Orchestre National des Pays de la Loire (La Tradition Symphonique) (live)
- 2001: Le Pélégrin
- 2001: Trente ans au Zénith (live), auch als DVD erhältlich
- 2003: Marines
- 2004: La Tradition Symphonique 2 (live)
- 2007: Abysses
- 2011: Rummadoù
- 2014: Le concert des 40 ans de Tri Yann (live)
- 2016: La Belle enchantée
- 2019: 50 ans de scène – Kenavo Tour live

### Kompilationen
- 1986: Master Serie
- 1994: Inventaire 1970–1993
- 1995: Inventaire Volume 2
- 1996: Le Meilleur de Tri Yann
- 1998: Trilogie (3 CDs)
- 1999: Ar gwellañ gant - La légende
- 1999: L'essentiel en concert
- 2004: Les Racines du Futur (+ DVD)
- 2007: Morceaux de Choix (2 CD)
- 2011: Double Best Of 40e Anniversaire (2 CD)
- 2015: Les Incontournables 1970 - 2015 (2 CD)